# Cristeryssamena besucheti
Cristeryssamena besucheti är en skalbaggsart som först beskrevs av Stefan von Breuning 1971.  Cristeryssamena besucheti ingår i släktet Cristeryssamena och familjen långhorningar. Inga underarter finns listade i Catalogue of Life.